# Kazimierz Jarzębiński
Kazimierz Jarzębiński (ur. 15 kwietnia 1897, zm. 22 listopada 1957) – major pilot Wojska Polskiego i Polskich Sił Powietrznych w Wielkiej Brytanii, kawaler Orderu Virtuti Militari.

## Życiorys
Urodził się 15 kwietnia 1897 w rodzinie Walentego. W czasie I wojny światowej walczył w szeregach 2 i 4 pułku piechoty Legionów Polskich. 13 września 1915 dostał się do rosyjskiej niewoli pod Hulewiczami na Wołyniu.
6 listopada 1919, jako podoficer byłych Legionów Polskich został mianowany z dniem 1 listopada tego roku podporucznikiem w piechocie. Pełnił wówczas służbę 1 pułku strzelców podhalańskich. 1 czerwca 1921 roku pełnił służbę w Oddziale V Naczelnego Dowództwa, a jego oddziałem macierzystym był nadal 1 psp. 3 maja 1922 roku został zweryfikowany w stopniu porucznika ze starszeństwem z dniem 1 czerwca 1919 roku i 1046. lokatą w korpusie oficerów piechoty.
W 1923 roku pełnił służbę w 3 pułku lotniczym w Poznaniu, w stopniu porucznika ze starszeństwem z dniem 1 czerwca 1919 roku i 46 lokatą w korpusie oficerów aeronautycznych. W lipcu 1924 roku został dowódcą 15 eskadry myśliwskiej w Poznaniu i dowodził nią do czasu jej przemianowania na 112 eskadrę myśliwską w marcu 1925 roku. 1 grudnia 1924 roku awansował do stopnia kapitana ze starszeństwem z dniem 15 sierpnia 1924 roku i 15. lokatą. W 1932 roku był pomocnikiem attaché wojskowego w Paryżu, pułkownika dyplomowanego Jerzego Ferek-Błeszyńskiego. Z dniem 20 listopada 1933 został przeniesiony do 2 pułku lotniczego w Krakowie. 5 stycznia 1934 roku został dowódcą 21 eskadry liniowej, 20 września 1935 - dowódcą 26 eskadry towarzyszącej, a w listopadzie 1935 roku - dowódcą II/2 dywizjonu liniowego na lotnisku Kraków-Rakowice. Na stopień majora został mianowany ze starszeństwem z 1 stycznia 1936 w korpusie oficerów aeronautycznych (od 1937 – korpus oficerów lotnictwa, grupa liniowa). W marcu 1939 pełnił służbę w Szkole Podchorążych Lotnictwa – Grupa Techniczna w Warszawie na stanowisku zastępcy komendanta i dowódcy oddziału szkolnego.
Po wybuchu II wojny światowej i kampanii wrześniowej przedostał się na Zachód. Został przyjęty do Polskich Sił Powietrznych w Wielkiej Brytanii, w stopniu porucznika (ang. flight lieutenant) Królewskich Sił Powietrznych. Pełnił służbę w 303 dywizjonie myśliwskim.
W wojnie pozostał w Wielkiej Brytanii, gdzie zmarł w 1957. Został pochowany w Sanderstead Surrey.

## Ordery i odznaczenia
- Krzyż Srebrny Orderu Wojskowego Virtuti Militari nr 6234 – 17 maja 1922[13][14]
- Krzyż Niepodległości – 16 marca 1937[15][16]
- Złoty Krzyż Zasługi – 10 listopada 1938[17][11]
- czechosłowacka Odznaka Pilota – 1929[18]